# Роберт Вудворт
Роберт Вудворт (енгл. Robert Sessions Woodworth, 1869 – 1962) је амерички психолог из прве половине 20. века. Његов уџбеник из 1921 године „Психологија: изучавање менталног живота” (Psychology: A study of mental life) доживео је више издања и био дуги низ година основни уџбеник на основним студијама психологије. Такође је аутор и уџбеника „Експериментална психологија” заједно са Харолдом Шлозбергом, Џулијусом Клингом и Лорином Ригсом. Познат је и према свом доприносу утемељењу функционалистичког приступа у психологији увођењем формуле стимулус-организам-одговор (S-O-R). Својом модификованом формулом стимулус-организам-одговор (Stimulus-Organism-Response, S-O-R) Вудворт је хтео да направи отклон од бихевиористичког погледа израженог кроз формулу стимулус-одговор (Stimulus-Response, S-R).